# Nick Mason
Nicholas Berkeley "Nick" Mason (Birmingham, 1944. január 27. –) a Pink Floyd dobosa, aki az együttes 1964-es megalakulása óta állandó tag.
Bill Mason dokumentumfilmes fiaként született Mason Birminghamben, de London Hampstead nevű városrészében nőtt fel. Tanulmányait a Regent Street-i Műszaki Főiskolán végezte, ahol Roger Waters, Bob Klose és Richard Wright társaságában 1964-ben megalapította a Sigma 6 nevű zenekart, a Pink Floyd korai elődjét.

## Pályafutása

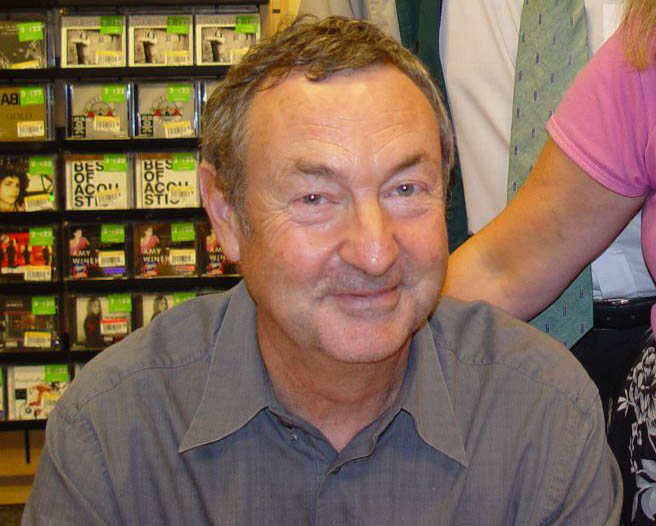
Nick Mason 2004-ben az Inside Out című könyvének dedikálásán.

### Pink Floyd
Mason dobol az összes Pink Floyd albumon 1967 óta, bár a David Gilmour vezette években kiadott A Momentary Lapse of Reason című lemezen minimális a közreműködése, mindössze három dalban játszik: a Learning to Fly, az On the Turning Away és a Yet Another Movie alatt, mivel előtte nem gyakorolt hosszú időn keresztül.
Az összes Pink Floyd dal közül mindössze háromnak szerzője, bár a korai években több dalnál is társszerzőként van feltüntetve. Ez a három dal a The Grand Vizier's Garden Party az Ummagummáról, a Speak to Me a The Dark Side of the Moonról és a Nicks Boogie.
A korábbi konfliktusaik ellenére (Waters beperelte Masont és Gilmourt, mert szerinte nem volt joguk a Pink Floyd nevet használni a szétválásuk után, de végül peren kívül megegyeztek) Mason és Waters már nem haragszanak egymásra. 2002-ben Mason csatlakozott Waters In the Flesh turnéjához két este erejéig, ahol újra eljátszották együtt a Set the Controls for the Heart of the Sun című számot, amely a Pink Floyd korai éveinek meghatározó műve. 2006-ban újra csatlakozott a Waters turnéhoz néhány európai állomáson, valamint Los Angeles-ben és New York-ban.
2005 júliusában Mason, Gilmour, Wright és Waters együtt játszottak a Live 8 koncerten Londonban, amely a koncert egyik legnagyobb szenzációja volt. 2006. május 1-jén csatlakozott Gilmourhoz és Wrighthoz a Royal Albert Hall színpadán, ez volt a Waters utáni Pink Floyd újraegyesülése.

### Egyéb munkái
1981 májusában megjelent Mason első szólóalbuma, a Nick Mason's Fictitious Sports. A lemezt két évvel korábban (1979. november) vették fel. Nick volt az album co-producere, de az összes dalt Carla Bley billentyűs írta. Ezen kívül még egy szólóalbuma jelent meg, ez a Profiles, amit a 10cc gitárosával, Rick Fennel rögzített 1985-ben. Két dalt kivéve az összes instrumentális szám, az egyikben közreműködik David Gilmour és Maggie Reilly is.
2004. október 28-án megjelent a Pink Floyd Inside Out – Kifordítva című könyve, amely az egyetlen olyan könyv a Pink Floydról, melyet az együttes egyik tagja írt. A könyv Nick Mason személyes Pink Floyd története. A képekkel gazdagon illusztrált könyv a kezdetektől kíséri figyelemmel a Pink Floyd történetét egészen a The Division Bell turné végéig, illetve az újra nyomott kiadás utóiratában olvashatunk a Live 8 koncertről is. A könyv szerkesztésében Philip Dodd segített. Fülszövegében olvasható Alan Parker kritika: „Olvasás közben annyiszor törtem ki nevetésben, hogy a feleségem azt hitte, Tourette-szindrómám van. Részletekben gazdag, remekül megírt könyv, mely önkritikus és vicces. Alapmű – intelligens és művelt rock and roll memoár, tele őszinteséggel és humorral.” A megjelenését követően Mason számos országban és nagyvárosban turnézott a könyvvel, a dedikálásra Magyarországon is nagyon sok rajongó ment el. A könyv borítóját Storm Thorgerson tervezte.

## Család és hobbi
Mason kétszer házasodott, az első 1969. január 2-án volt Lindy Rutterrel, a második pedig Anette Lyntonttal 1990. május 21-én. Négy gyermek édesapja, két lánya, Chloe (1971. április 2.) és Holly (1975. március 24.) az első házasságából született, míg két fia, Guy (1990. március 31.) és Cary (1991. szeptember 24.) a másodikból. Családjával Wiltshire városában élnek Nyugat-Angliában.
A Floyd felvételek és koncertek mellett a legtöbb időt fiatalkori hobbijának szenteli, mégpedig az autóknak. Mason szenvedélyes autógyűjtő, valamint autóversenyző, jogosítványát 1961-ben szerezte. Első saját autója egy 1930-as Austin Seven Chummy volt 20 fontért, amit Roger Waters a Regent Steet-i Műszaki Főiskolán kölcsön szeretett volna kérni, de Mason nem adta oda, bár később mégiscsak kölcsönkapta. Az autó állítása szerint nagyon lassú volt, de később 1978-ban vett egy Ferrari 250 GTO-t, 250 GTO rendszámmal. Többször is indult a Le Mans-i 24 órás verseny is, ahol először 1979. június 9-június 10-én vett részt, s 18-adik lett, ami az eddigi legjobb eredményének számít. 1984-ben csatlakozik a Rothmans Porsche-csapathoz a Life Could Be A Dream forgatására.

## Munkássága

### Lemezei

#### Nick Mason's Fictitious Sports
- 1981 – Nick Mason's Fictitious Sports

#### Rick Fenn-nel
- 1985 – Profiles
- 1987 – White Of The Eye (filmzene)
- 1988 – Tank Mailing (filmzene)

#### Producerként
- 1971 – Principal Edwards Magic Theatre – The Asmoto Running Band
- 1974 – Principal Edwards Magic Theatre – Round One
- 1971 – Robert Wyatt – Rock Bottom
- 1976 – Gong – Shamal
- 1977 – The Damned – Music for Pleasure
- 1978 – Steve Hillage – Green; Közreműködött Steve Hillage, továbbá Mason a Leylines to Glassdom című számon is dobol.

### Könyvei
- 1998 – Into the Red: 22 Classic Cars That Shaped a Century of Motor Sport (Mark Hales-szel)
- 2004 – Pink Floyd. Inside out – kifordítva. Az én történetem; szerk. Philip Dodd, ford. Ottlik András; Rock Hard Kft., Bp., 2005 ISBN 963-218-892-6